# Proteuxoa celaenica
Proteuxoa celaenica är en fjärilsart som beskrevs av Turner 1911. Proteuxoa celaenica ingår i släktet Proteuxoa och familjen nattflyn. Inga underarter finns listade i Catalogue of Life.